# San José del General
San José del General fue un corregimiento del Distrito Especial Omar Torrijos Herrera en la provincia de Colón, República de Panamá. La localidad tiene 2.248 habitantes (2010).
Hasta el 20 de febrero de 2018 este corregimiento fue parte del distrito de Donoso.